# Іржавий колір
Іржавий колір — червоно-оранжево-коричневого колір, що нагадує оксид заліза. Зазвичай використовується для освітлення сцени. Колір має порядковий номер 777 в книзі Lee Filters [Архівовано 18 березня 2020 у Wayback Machine.].
Перше зареєстроване використання іржі як назви кольору англійською мовою було в 1692 році.